# Zaluki
 Zaluki  (olaszul: Saluchi) falu Horvátországban, a Tengermellék-Hegyvidék megyében. Közigazgatásilag Matuljihoz tartozik.

## Fekvése
Fiume központjától 16 km-re, községközpontjától 6 km-re északnyugatra a Tengermelléken, az Isztria-félsziget északi határán fekszik.

## Története
A településnek 1880-ban 172, 1910-ben 188 lakosa volt. 
2011-ben 73 lakosa volt.

## Lakosság
| Lakosság változása | Lakosság változása | Lakosság változása | Lakosság változása | Lakosság változása | Lakosság változása | Lakosság változása | Lakosság változása | Lakosság változása | Lakosság változása | Lakosság változása | Lakosság változása | Lakosság változása | Lakosság változása | Lakosság változása | Lakosság változása |
| ------------------ | ------------------ | ------------------ | ------------------ | ------------------ | ------------------ | ------------------ | ------------------ | ------------------ | ------------------ | ------------------ | ------------------ | ------------------ | ------------------ | ------------------ | ------------------ |
| 1857               | 1869               | 1880               | 1890               | 1900               | 1910               | 1921               | 1931               | 1948               | 1953               | 1961               | 1971               | 1981               | 1991               | 2001               | 2011               |
| 0                  | 0                  | 172                | 191                | 209                | 188                | 0                  | 0                  | 144                | 122                | 114                | 127                | 86                 | 73                 | 68                 | 73                 |